# 鄭敦謹
鄭 敦謹（てい とんきん、Zhang Zhiwan、1803年 - 1885年）は、清末の官僚。字は小山。湖南省長沙県出身。
1835年、進士となり、庶吉士に選ばれた。刑部主事、郎中、登州知府を歴任し、河南南汝光道に抜擢された。
1851年、泌陽の土匪喬建徳を捕らえ、布政使代理に昇進した。1852年、広東布政使に任命されたが、河南省にとどまった。太平天国軍が湖北省に侵攻すると、信陽に駐屯した。1853年、欽差大臣琦善が安徽省に応援に赴くと、鄭敦謹は信陽で食糧の補給を担当した。さらに琦善軍が江北に進軍すると、鄭敦謹も徐州に移動して食糧補給を続けた。この年、河南布政使に任命された。1854年、光州・陳州で捻軍が蜂起し、河南巡撫の英桂が汝陽に駐屯すると、鄭敦謹も河南省に戻って団練の組織にあたった。捻軍は安徽省から永城・夏邑に攻撃を仕掛けたが、鄭敦謹は黄河の渡河口の守備を固めて捻軍の北上を防いだ。
1855年に北京に呼び戻され、太常寺少卿となり、1858年には山東学政、大理寺卿となった。1862年より戸部侍郎、山西布政使、陝西布政使、直隷布政使、河東河道総督を歴任した。1865年には湖北巡撫となったが、戸部侍郎として呼び戻され、1866年に刑部侍郎に異動となった。
1867年、左都御史となり、山西巡撫の趙長齢と按察使の陳湜が捻軍の山西省通過を許してしまったことの調査にあたり、趙長齢と陳湜は免職となった。このため「鉄面無私」と評された。鄭敦謹はそのまま山西巡撫の代理を命じられるが、1868年に回民蜂起軍がオルドス地方に入ったため、寧武に駐屯し、これを破った。
1869年、兵部尚書となり、北京に戻った。翌年、刑部尚書に異動した。この年、両江総督馬新貽暗殺事件が発生し、調査を命じられた魁玉と張之万は犯人の張文祥には背後関係はないと報告した。鄭敦謹は再調査を命じられたが、張文祥の供述は変わらなかったため、魁玉と張之万の調査の通りと報告した。
1871年に引退。死後、恪慎の諡号が贈られた。